# S7 항공의 운항 노선
S7 항공은 다음과 같은 노선을 운항하고 있다. (2012년 12월 기준)

## 운항 노선

### 아시아

#### 동아시아
- 대한민국
  - 서울 - 인천국제공항
  - 부산 - 김해국제공항
- 중화인민공화국
  - 베이징 - 베이징 서우두 국제공항
  - 상하이 - 상하이 푸동 국제공항 계졀편
  - 우루무치 - 우루무치 디워푸 국제공항
- 홍콩
  - 홍콩 - 홍콩 첵랍콕 국제공항[2]
- 일본
  - 도쿄 - 나리타 국제공항
  - 오사카 - 간사이 국제공항

#### 동남아시아
- 태국
  - 방콕 - 수완나품 국제공항
  - 파타야 - 우타파오 국제공항 계졀편
  - 푸껫 - 푸껫 국제공항

#### 서남아시아
- 아랍에미리트
  - 두바이 - 두바이 국제공항
- 이란
  - 테헤란 - 테헤란 이맘 호메이니 국제공항

#### 중앙아시아
- 아르메니아
  - 예레반 - 즈바르토노즈 국제공항
- 아제르바이잔
  - 바쿠 - 헤이다르 알리예프 국제공항
- 우즈베키스탄
  - 타슈켄트 - 타슈켄트 국제공항
  - 페르가나 - 페르가나 국제공항
  - 우르겐치 - 우르겐치 국제공항
- 조지아
  - 트빌리시 - 트빌리시 국제공항
  - 쿠타이시 - 쿠타이시 코피아니 공항 계절편
  - 바투미 - 바투미 국제공항
- 카자흐스탄
  - 알마티 - 알마티 국제공항
  - 쉼켄트 - 쉼켄트 국제공항
  - 오랄 - 오랄 아크 촐 공항
  - 오스크멘 - 오스크멘 공항
  - 카라간다 - 카라간다 공항
  - 콕셰타우 - 콕셰타우 공항
  - 타라즈 - 타라즈 공항 계절편
  - 파블로다르 - 파블로다르 공항
- 키르기스스탄
  - 비슈케크 - 마나스 국제공항
  - 오쉬 - 오쉬 공항
- 타지키스탄
  - 두샨베 - 두샨베 공항
  - 쿨롭 - 쿨롭 공항
  - 후잔트 - 후잔트 공항
- 투르크메니스탄
  - 아시가바트 - 아시가바트 공항

### 유럽

#### 서유럽
- 프랑스
  - 리옹 - 생택쥐페리 국제공항
  - 샹베리 - 샹베리 공항 계절편
- 독일
  - 베를린 - 베를린 테겔 국제공항
  - 뒤셀도르프 - 뒤셀도르프 국제공항
  - 뮌헨 - 뮌헨 국제공항
  - 프랑크푸르트 - 프랑크푸르트 국제공항 계절편
- 아일랜드
  - 더블린 - 더블린 공항 계절편

#### 중유럽
- 스위스
  - 취리히 - 취리히 국제공항
- 오스트리아
  - 빈 - 빈 국제공항
  - 인스부르크 - 인스부르크 공항 계절편
  - 잘츠부르크 - 잘츠부르크 공항 계절편

#### 남유럽
- 그리스
  - 로도스 - 로도스 국제공항
  - 테살로니키 - 테살로니키 국제공항
  - 코스섬 - 코스 국제공항
- 몬테네그로
  - 티바트 - 티바트 국제공항
- 스페인
  - 마드리드 - 마드리드 바라하스 국제공항
  - 바르셀로나 - 바르셀로나 엘프라트 국제공항
  - 말라가 - 말라가 공항
  - 발렌시아 - 발렌시아 공항 계졀편
  - 알리칸테 - 알리칸테 공항
  - 이비자 - 이비자 공항 계절편
  - 테네리페 - 테네리페 사우스 공항 - (2018년 9월 24일 신규취항)
  - 팔마데마요르카 - 팔마데마요르카 공항 계절편
- 이탈리아
  - 로마 - 레오나르도 다 빈치 국제공항
  - 나폴리 - 나폴리 국제공항
  - 피사 - 피사 갈릴레오 갈릴레이 국제공항
  - 베로나 - 베로나 공항
  - 올비아 - 올비아 코스타 스메랄다 공항
  - 제노아 - 제노아 공항 계절편
  - 카타니아 - 카타니아 폰타나로사 공항 계절편
  - 칼리아리 - 칼리아리 엘마스 공항
  - 투린 - 투린 캐슬리 공항 계절편
- 크로아티아
  - 두브로브니크 - 두브로브니크 공항 계절편
  - 풀라 - 풀라 공항 계졀편

#### 동유럽
- 러시아
  - 모스크바 - 도모데도보 국제공항 허브
  - 상트페테르부르크 - 풀코보 국제공항
  - 블라디보스토크 - 블라디보스토크 국제공항
  - 노보시비르스크 - 톨마쵸보 국제공항 허브
  - 볼고그라드 - 볼고그라드 국제공항
  - 소치 - 소치 국제공항
  - 아바칸 - 아바칸 국제공항
  - 예카테린부르크 - 콜초보 국제공항
  - 우파 - 우파 국제공항
  - 이르쿠츠크 - 이르쿠츠크 국제공항 허브
  - 튜멘 - 로스치노 국제공항
  - 나딤 - 나딤 공항
  - 네륜그리 - 출만 공항
  - 노릴스크 - 노릴스크 공항
  - 노보쿠즈네즈크 - 노보쿠즈네즈크 스피첸코보 공항
  - 노비우란고이 - 노비우란고이 공항
  - 노야브리스크 - 노야브리스크 공항
  - 니즈네바르톱스크 - 니즈네바르톱스크 공항
  - 니즈니노브고로드 - 스트링고 공항
  - 로스토프나도누 - 로스토프나도누 공항
  - 리페츠크 - 리페츠크 공항
  - 마가단 - 소켈 공항
  - 미네랄니예보디 - 미네랄니예보디 공항
  - 바르나울 - 바르나울 공항
  - 브라츠크 - 브라츠크 공항
  - 블라디캅카스 - 베슬란 공항
  - 사란스크 - 사란스크 공항
  - 사마라 - 사마라 쿠루모치 공항
  - 수르구트 - 수르구트 공항
  - 스타브로폴 - 스타브로폴 스파코브 스코예 공항
  - 스트레체보이 - 스트레체보이 공항
  - 아스트라한 - 나리마노보 공항
  - 안나파 - 바트야지보 공항
  - 야로슬라블 - 야로슬라블 공항
  - 야쿠츠크 - 야쿠츠크 공항
  - 옴스크 - 타센트라니 공항
  - 울란우데 - 울란우데 공항
  - 유즈노사할린스크 - 유즈노사할린스크 공항
  - 첼랴빈스크 - 첼랴빈스크 공항 허브
  - 치타 - 카다라 공항
  - 카잔 - 카잔 공항
  - 칼루가 - 칼루가 공항
  - 칼리닌그라드 - 크라브로보 공항
  - 케메로보 - 케메로보 공항
  - 크라스노다르 - 파시코브스키 공항
  - 크라스노야르스크 - 예밀야노보 공항
  - 키질 - 키질 공항
  - 톰스크 - 보가시보 공항
  - 페름 - 볼소예 사비노 공항
  - 페트로파블롭스크캄차츠키 - 페트로파블롭스크캄차츠키 공항
  - 하바롭스크 - 하바롭스크 공항
- 몰도바
  - 키시너우 - 키시너우 국제공항
- 벨라루스
  - 민스크 - 민스크 국제공항
- 불가리아
  - 바르나 - 바르나 공항
  - 부르가스 - 부르가스 공항
  - 플로브디프 - 플로브디프 공항 계절편
- 우크라이나
  - 심페로폴 - 심페로폴 국제공항
- 체코
  - 프라하 - 프라하 바츨라프 하벨 국제공항 계절편

#### 북유럽
- 덴마크
  - 코펜하겐 - 코펜하겐 카스트럽 국제공항
- 스웨덴
  - 스톡홀름 - 스톡홀름 알란다 국제공항
- 아이슬란드
  - 레이캬비크 - 케플라비크 국제공항

## 과거 취항지

### 아시아

#### 동아시아
- 중화인민공화국
  - 다롄 - 다롄 저우수이쯔 국제공항
  - 선양 - 선양 타오셴 국제공항
- 일본
  - 니가타 - 니가타 공항

#### 동남아시아
- 베트남
  - 호찌민 시 - 떤선녓 국제공항 계절편

#### 서남아시아
- 이스라엘
  - 텔아비브 - 벤구리온 국제공항

#### 중앙아시아
- 아르메니아
  - 귬리 - 시라크 공항
- 카자흐스탄
  - 세메이 - 세메이 공항 계절편

### 아프리카
- 이집트
  - 마르사 알람 - 마르사 알람 국제공항
  - 샤름엘셰이크 - 샤름엘셰이크 국제공항
  - 후르가다 - 후르가다 국제공항

### 유럽

#### 서유럽
- 독일
  - 라이프치히 - 라이프치히 할레 공항
  - 슈투트가르트 - 슈투트가르트 공항

#### 남유럽
- 그리스
  - 아테네 - 아테네 국제공항 계졀편
- 이탈리아
  - 베르가모 - 오리오 알 셰리오 공항
  - 투린 - 투린 캐슬리 공항
- 크로아티아
  - 스플리트 - 스플리트 공항 계절편
  - 자다르 - 자다르 공항
- 튀르키예
  - 안탈리아 - 안탈리아 공항

#### 동유럽
- 러시아
  - 모스크바 - 셰레메티예보 국제공항
  - 모스크바 - 브누코보 국제공항
  - 마그니토고르스크 - 마그니토고르스크 국제공항
  - 마하치칼라 - 마하치칼라 공항
  - 무르만스크 - 무르만스크 공항
  - 미네랄보디 - 미네랄보디 공항
  - 오렌부르크 - 오렌부르크 공항
- 벨라루스
  - 민스크 - 민스크 국제공항
- 우크라이나
  - 키예프 - 보리스필 국제공항
  - 오데사 - 오데사 국제공항

#### 북유럽
- 핀란드
  - 헬싱키 - 헬싱키 반타 국제공항